# Souroubea sympetala
Souroubea sympetala är en tvåhjärtbladig växtart som beskrevs av Ernest Friedrich Gilg. Souroubea sympetala ingår i släktet Souroubea och familjen Marcgraviaceae. Inga underarter finns listade i Catalogue of Life.